# Raevyn Rogers
Raevyn Rogers (Houston, 7 de setembro de 1996) é uma atleta estadunidense, medalhista olímpica.
Rogers frequentou a Escola Kinkaid em sua cidade-natal, onde competiu pelos Falcons. Nos Jogos Olímpicos de Verão de 2020, conquistou a medalha de bronze na prova de 800 metros rasos feminino com o tempo de 1:56:81 minuto.